# Несмашный, Григорий Иванович
Григорий Иванович Несмашный (1914—1990) — полковник Советской Армии, участник Великой Отечественной войны, Герой Советского Союза (1942).

## Биография
Родился 7 апреля 1914 года в городе Александровске (ныне — Запорожье). После окончания семи классов школы и школы фабрично-заводского ученичества работал литейщиком на заводе. В 1933 году был призван на службу в Рабоче-крестьянскую Красную Армию. В 1936 году он окончил Киевское пехотное училище, в 1939 году — Оренбургское военное авиационное училище лётчиков. С начала Великой Отечественной войны — на её фронтах.
К октябрю 1942 года гвардии капитан Григорий Несмашный был штурманом звена 2-го гвардейского авиаполка 3-й авиадивизии АДД СССР. К тому времени он совершил 114 боевых вылетов на бомбардировку стратегических объектов противника в его глубоком тылу, нанеся ему большие потери.
Указом Президиума Верховного Совета СССР «О присвоении звания Героя Советского Союза начальствующему составу авиации дальнего действия Красной Армии» от 31 декабря 1942 года за «образцовое выполнение боевых заданий командования на фронте борьбы с немецкими захватчиками и проявленными при этом отвагу и геройство» был удостоен высокого звания Героя Советского Союза с вручением ордена Ленина и медали «Золотая Звезда» за номером 699.
После окончания войны продолжил службу в Советской Армии. В 1955 году он окончил Военно-воздушную академию. В 1966 году в звании полковника Несмашный был уволен в запас. Вернулся в Запорожье. Умер 4 января 1990 года.
Был также награждён тремя орденами Красного Знамени, двумя орденами Отечественной войны 1-й степени, орденом Красной Звезды и рядом медалей.